# Graniczna Placówka Kontrolna Chałupki
Graniczna Placówka Kontrolna Rudyszwałd/Chałupki – zlikwidowany pododdział Wojsk Ochrony Pogranicza wykonujący kontrolę graniczną osób, towarów i środków transportu bezpośrednio w przejściach granicznych na granicy z Czechosłowacją.

Graniczna Placówka Kontrolna Straży Granicznej w Chałupkach – zlikwidowana graniczna jednostka organizacyjna Straży Granicznej wykonująca kontrolę graniczną osób, towarów i środków transportu bezpośrednio w przejściach granicznych na granicy z Czechosłowacją/Republiką Czeską.
Placówka Straży Granicznej w Chałupkach – zlikwidowana graniczna jednostka organizacyjna Straży Granicznej realizująca zadania w ochronie granicy państwowej na granicy z Republiką Czeską.

## Formowanie i zmiany organizacyjne
W październiku 1945 Naczelny Dowódca Wojska Polskiego nakazywał sformować na granicy państwowej 51 przejściowych punktów kontrolnych (PPK).
Przejściowy Punk Kontrolny Rudyszwałd (PPK Rudyszwałd) powstała w 1945 jako Kolejowy Przejściowy Punkt Kontrolny III kategorii o etacie nr 8/12 . Obsada PPK składała się z 10 żołnierzy i 1 pracownika cywilnego.
Rozformowany został jesienią 1946.
Graniczna Placówka Kontrolna Chałupki była w 1958.
1 lipca 1965 Wojska Ochrony Pogranicza podporządkowano Ministerstwu Obrony Narodowej, Dowództwo WOP przeformowano na Szefostwo WOP z podległością Głównemu Inspektoratowi Obrony Terytorialnej. Do Ministerstwa Spraw Wewnętrznych odeszła cała kontrola ruchu granicznego oraz ochrona GPK. Tym samym naruszono jednolity system ochrony granicy. GPK Chałupki weszła w podporządkowanie Wydziału Kontroli Ruchu Granicznego Komendy Wojewódzkiej Milicji Obywatelskiej, kontrolę graniczną wykonywali funkcjonariusze Milicji Obywatelskiej podlegli MSW.
1 października 1971 WOP został podporządkowany pod względem operacyjnym, a od 1 stycznia 1972 pod względem gospodarczym MSW. Do WOP powrócił cały pion kontroli ruchu granicznego wraz z przejściami. Przywrócono jednolity system ochrony granicy państwa. GPK Chałupki do 15 maja 1991 podlegało bezpośrednio pod sztab Górnośląskiej Brygady WOP w Gliwicach.
Straż Graniczna:
15 maja 1991 po rozwiązaniu Wojsk Ochrony Pogranicza, 16 maja 1991 Graniczna Placówka Kontrolna Chałupki weszła w podporządkowanie Śląskiego Oddziału Straży Granicznej w Raciborzu i przyjęła nazwę Graniczna Placówka Kontrolna Straży Granicznej w Chałupkach  (GPK SG w Chałupkach).
W 2000 rozpoczęła się reorganizacja struktur Straży Granicznej związana z przygotowaniem Polski do wstąpienia do Unii Europejskiej i przystąpieniem do Traktatu z Schengen. Podczas restrukturyzacji wprowadzono kompleksową ochronę granicy już na najniższym szczeblu organizacyjnym tj. strażnica i graniczna placówka kontrolna. Wprowadzona całościowa ochrona granicy zniosła podział na graniczne jednostki organizacyjne ochraniające tylko tzw. „zieloną granicę” i prowadzące tylko kontrole ruchu granicznego. W wyniku tego, 2 stycznia 2003 przejęła wraz z obsadą etatową pod ochronę odcinek, po rozformowanej strażnicy SG w Chałupkach.
15 sierpnia 2005 GPK SG w Chałupkach przejęła część odcinka granicy państwowej wraz z obsadą etatową po rozwiązanej strażnicy SG w Godowie.
Jako Graniczna Placówka Kontrolna Straży Granicznej w Chałupkach funkcjonowała do 23 sierpnia 2005 i 24 sierpnia 2005 Ustawą z 22 kwietnia 2005 O zmianie ustawy o Straży Granicznej... została przekształcona na Placówkę Straży Granicznej w Chałupkach (Placówka SG w Chałupkach).
Jako Placówka SG w Chałupkach funkcjonowała do 15 stycznia 2008, kiedy to została zlikwidowana. Ochraniany przez placówkę odcinek granicy wraz z obsadą etatową przejęła Placówka Straży Granicznej w Pietraszynie (Placówka SG w Pietraszynie).

## Ochrona granicy
2 stycznia 2003 GPK SG w Chałupkach przejęła pod ochronę po zlikwidowanej strażnicy SG w Chałupkach, odcinek granicy państwowej:
- Włącznie znak graniczny nr II/1b , wyłącznie znak gran. nr II/22.

15 sierpnia 2005 GPK SG w Chałupkach przejęła pod ochronę po zlikwidowanej strażnicy SG w Godowie, odcinek granicy państwowej:
- Włącznie znak gran. nr 170/2, wyłącznie znak gran. nr II/1b.

### Podległe przejścia graniczne
Stan z 15 maja 1991
- Chałupki-Bohumin – kolejowe
- Chałupki-Bohumín – drogowe.

Stan z 20 grudnia 2007
- Rudyszwałd-Hať – mrg
- Chałupki-Šilheřovice – mrg, na szlaku turystycznym
- Chałupki-Bohumín – kolejowe
- Chałupki-Bohumín – drogowe
- Nowe Chałupki-Bohumín – drogowe
- Olza-Kopytov – mrg
- Gorzyczki-Věřňovice – mrg
- Łaziska-Věřnovice – mrg.

## Sąsiednie graniczne jednostki organizacyjne
- Strażnica SG w Godowie ⇔ GPK SG w Pietraszynie – 2.01.2003–23.08.2005
- Placówka SG w Zebrzydowicach ⇔ Placówka SG w Pietraszynie – 24.08.2005–15.01.2008.

## Komendanci/dowódcy granicznej placówki kontrolnej
- kpt. Józef Hejsak[10]
- kpt. Kusiak[10]
- kpt. Kazimierz Grzesik[10]
- mjr/ppłk Jan Oleniacz[10] (20.04.1978–1.07.1984)[11]
- mjr/ppłk Józef Dyszy[10] (9.07.1984[12]–15.05.1991[13])

Komendanci GPK SG:
- mjr SG/ppłk SG Leszek Szmytkiewicz (16.05.1991–31.05.1998)
- mjr SG Wojciech Wróbel[h] p.o. (1.06.1998–31.12.1998)
- mjr SG Piotr Drużdż p.o. (1.01.1999–5.06.2000)[i]
- ppłk SG Wojciech Wróbel (był marzec 2001–30.04.2005[j])
- mjr SG Krzysztof Sulej (od 1.05.2005).